# Sami Salo

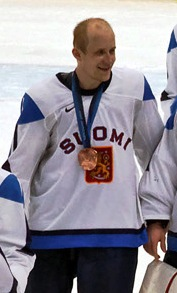
Sami Salo i OS 2010.

Sami Salo, född 2 september 1974 i Åbo, är en finländsk före detta professionell ishockeyspelare. Salo spelade sista säsongerna som back i NHL-laget Tampa Bay Lightning. Han spelade tidigare för NHL-lagen Ottawa Senators och Vancouver Canucks.
Sami Salo spelade för Finland under de Olympiska vinterspelen 2006 i Turin där laget förlorade mot Sverige i finalen. Han deltog även i de Olympiska vinterspelen 2002 i Salt Lake City samt i World Cup 2004 där Finland förlorade finalen mot Kanada. Sami Salo blev även svensk mästare med Frölunda säsongen 2004–05 då det var strejk i NHL. 
Salo var offensivt talat känd för sitt giftiga slagskott. Han var också känd för att vara skadebenägen.

## Meriter
- VM-silver 2001
- World Cup-silver 2004
- SM-guld 2005
- OS-silver 2006, OS-brons 2010

## Klubbar
- Tampa Bay Lightning, 2012–2015
- Vancouver Canucks, 2002–2012
- Frölunda HC, 2004–05
- Ottawa Senators, 1998–99 – 2001–02
- Detroit Vipers, 1998–99
- Jokerit, 1997–98
- TPS Åbo, 1994–95 – 1996–97
- Keikko-67 Åbo, 1994–95
- TPS Åbo Jr, 1993–94 – 1994–95
- Kiekko-67 Åbo Jr, 1991–92 – 1992–93